# Kati (Arusha)
Kati è una circoscrizione urbana (urban ward) della Tanzania situata nel distretto urbano di Arusha, regione di Arusha. Conta una popolazione di 3 114 abitanti (censimento 2012).